# Dactylispa subcorvina
Dactylispa subcorvina is een keversoort uit de familie bladkevers (Chrysomelidae). De wetenschappelijke naam van de soort werd in 1960 gepubliceerd door Uhmann.